# Bni Makada
Bni Makada (arabiska: بني مكادة) är ett arrondissement i staden Tanger i Marocko. Antalet invånare var 386 191 vid folkräkningen 2014.